# Сафина, Гульнара Закиевна
Гульнара Закиевна Сафина (Вагапова; 17 февраля 1968, г. Ишимбай) — российская шашистка и тренер. 

## Достижения
Бронзовый призёр V клубного чемпионата России по международным шашкам среди мужчин и женщин, г. Уфа, 24-28.04.2004 в составе клуба Сатраш. Мастер спорта России (2000). С 1992 года — тренер-преподаватель Ишимбайской школы олимпийского резерва.

## Награды
Награждена знаком «Лучший тренер Республики Башкортостан» (1998).